# Trifko Banđur
Trifko Banđur (1931. – Dubrovnik, 18. ožujka 2011.) je bio hrvatski vaterpolski trener.
Najveći mu je uspjeh osvajanja Kupa europskih prvaka s dubrovačkim Jugom u sezoni 1980. Krajem te iste sezone je smijenjen s mjesta trenera glavne momčadi. Budući da nije želio biti pomoćnikom Ivi Trumbiću, otišao je iz prvog sastava voditi Jugove juniore.